# کیلوپنجه
کیلوپنجه، روستایی از توابع بخش راز و جرگلان شهرستان راز و جرگلان در استان خراسان شمالی ایران است.
زبان مردم روستا ترکمنی،مذهب آن ها اسلام سنی و شغل اکثر بومیان کشاورزی و دامپروری است.
این روستا از شمال به روستای کرپشلی علیا،از غرب به روستای کرپشلی سفلی و از جنوب و شرق به کوهستان های اطراف متصل است.
از مناظر طبیعی روستا می توان به منطقه سرسبز و زیبای کاریز اشاره کرد که به دلیل عدم توجه در هیچ سایتی به آن اشاره نشده است.
به مرور و به دلیل نبود شغل مناسب به جمعیت مهاجر خروجی روستا افزوده می شود.

## جمعیت
این روستا در دهستان حصارچه قرار دارد و براساس سرشماری مرکز آمار ایران در سال ۱۳۸۵، جمعیت آن ۴۶۳ نفر (۱۰۹خانوار) بوده‌است.